# Waar wacht je op
Waar wacht je op is een lied van de Nederlandse rapformatie Broederliefde. Het werd in 2018 als single uitgebracht en stond in hetzelfde jaar als achtste track op het album We moeten door 2.

## Achtergrond
Waar wacht je op is geschreven door Andy Ricardo de Rooy, Emerson Akachar, Gabutti Massimo, Jerzy Miquel Rocha Livramento, Lobina Maurizio, Melvin Silberie, Randone Gianfranco en Sergio van Gonter en geproduceerd door Reverse. Het is een nummer uit het genre nederhop. In het lied rappen en zingen de artiesten over een vrouw die met de liedverteller is, maar niet de volgende stap neemt. De liedvertellers vragen zich vervolgens af waar zij op wacht. Het lied is een bewerking van het nummer Blue (Da ba dee) van Eiffel 65 uit 1999. 

## Hitnoteringen
De artiesten hadden succes met het lied in de hitlijsten van Nederland. Het piekte op de 49e plaats van de Nederlandse Single Top 100 en stond twee weken in deze hitlijst. Er was geen notering in de Nederlandse Top 40; het kwam hier tot de veertiende positie van de Tipparade. 